# Fremdsprachen-Akzent-Syndrom
Das Fremdsprachen-Akzent-Syndrom (FAS, engl.: foreign accent syndrome, auch foreign language syndrome, FLS) ist eine seltene neurologische Erkrankung, die gelegentlich nach einem Schlaganfall oder einem Schädel-Hirn-Trauma auftritt. Die Erkrankung äußert sich in einer Änderung der Sprachmelodie des Patienten, die von Außenstehenden häufig als Akzent einer Fremdsprache interpretiert wird. So ist beispielsweise der Fall einer Norwegerin bekannt, die nach einer Schädelverletzung scheinbar mit deutschem Akzent sprach. Eine Thüringerin spricht nach ihrem dritten Schlaganfall  nur noch mit Schweizer Akzent. In einem anderen bekannten Fall sprach eine Engländerin nach einem heftigen Migräne-Anfall mit einem scheinbar französischen Akzent. Eine US-Amerikanerin spricht nach einer Operation mit Zahnentfernung britischen Akzent. Ein 17-jähriger Niederländer konnte nach Aufwachen aus der Narkose nach einer Knieoperation für 24 Stunden seine Muttersprache weder verstehen noch sprechen, sondern sprach stattdessen Englisch, welches er in der Schule gelernt hatte.
Der Verlust des gewohnten Sprachmusters sowie die Reaktionen des persönlichen Umfeldes können für die Betroffenen zu schweren psychischen Belastungen führen.

## Krankheitsbild und mögliche Ursachen
Die untersuchten Fälle gingen alle von einer kleinräumigen Verletzung der linken Gehirnhälfte aus. Allerdings konnte keine spezielle Region bestimmt werden, die für das Auftreten des Syndroms verantwortlich ist. In einem bekannten Fall trat das Syndrom nach einem heftigen Migräneanfall auf, bei dem wahrscheinlich  erweiterte Blutgefäße im Gehirn zu schlaganfallähnlichen Lähmungen führten. Häufig trat bei FAS-Patienten vor Eintreten des Syndroms zeitweise eine Stummheit auf. Das Syndrom selbst setzt schnell und ohne längere Übergangsphase ein. Die auftretenden Sprachveränderungen folgen Sprachmustern, wie sie in normaler Sprache auftreten, allerdings nicht länger dem ursprünglich gesprochenen Akzent. Bei genauerer Untersuchung konnte gezeigt werden, dass die auftretenden Muster nicht mit einer bestimmten tatsächlichen Sprache zusammenhängen. Dadurch werden sie von Umstehenden als allgemein fremdsprachlich eingeschätzt und nach empfundener Ähnlichkeit bewertet.
Das schnelle Auftreten des Syndroms nach dem Wiedererlangen der Sprache deutet darauf hin, dass es sich beim FAS nicht um ein erlerntes Umgehen eines Hirnschadens handelt. Es wurde daher vermutet, dass das FAS durch eine direkte Schädigung des Sprachzentrums oder für die Sprache notwendiger motorischer Zentren ausgelöst wird.
Ein FAS kann auch als Erstmanifestation einer Multiplen Sklerose auftreten.